# Lunatum
Os semi-lunaire
Le lunatum (ou os semi-lunaire en ancienne nomenclature) est l'os médian de la première rangée du carpe dont le rôle fonctionnel, en duo avec l'os scaphoïde, est fondamental dans la biomécanique du poignet. Il est situé entre l'os scaphoïde en dehors et l'os triquetrum en dedans ; entre le radius en haut et l'os capitatum en dessous.

## Description

Le lunatum

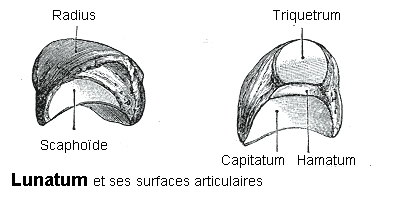
Lunatum (face interne et face inféro externe).

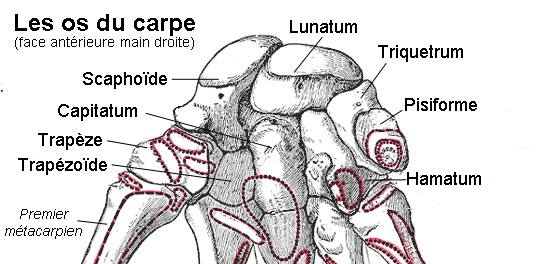
Os du poignet

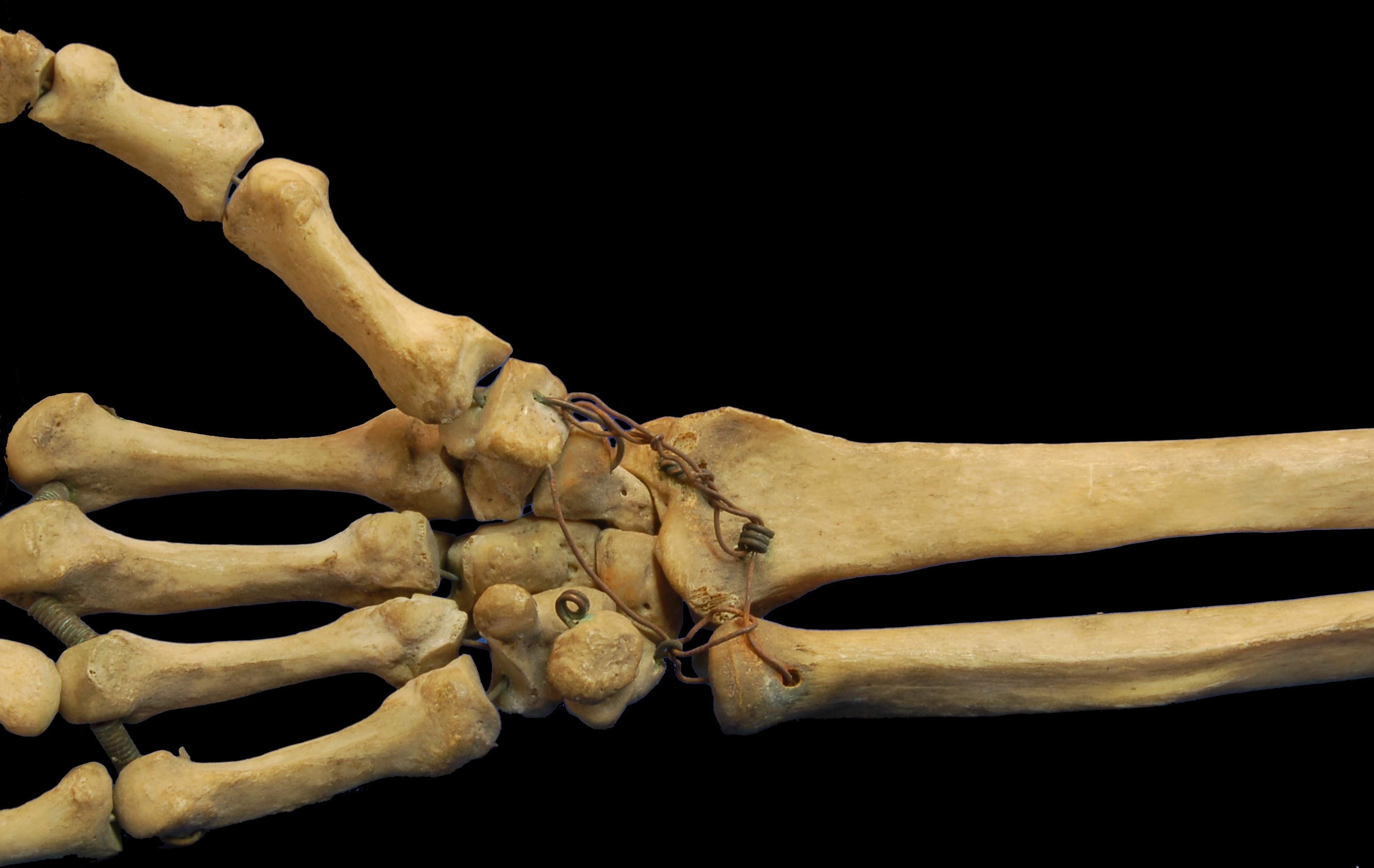
Os du carpe droit.

Le lunatum a une forme globale en quartier d'orange avec son grand axe d'avant en arrière, sa concavité coiffant en bas l'os capitatum.
Il présente
- une face supérieure convexe articulaire avec la surface articulaire carpienne du radius et le disque articulaire radio-ulnaire distal,
- une face inférieure concave et articulaire avec la tête de l'os capitatum qui se termine en avant et en arrière par deux bords émoussés.
- une face médiale orientée en bas et en dehors qui s'articule avec l'os triquetrum,
- une face latérale avec une surface articulaire en croissant pour l'os scaphoïde.

## Embryologie
L'ossification du lunatum commence entre 18 mois et 4 ans et 3 mois.

## Aspect clinique
Il est sujet aux fractures et à l'écrasement.
Rarement, il peut se luxer à la face antérieure du poignet, souvent associée à une fracture de l'os scaphoïde. Le principal risque est alors celui de la compression du nerf médian. Son traitement repose sur la réduction fermée de la luxation sous anesthésie mais peut nécessiter une ouverture chirurgicale du poignet.
La maladie de Kienböck est une ostéonécrose intéressant le lunatum dont l'origine n'est pas encore comprise entièrement.